# Памятники истории и культуры местного значения Алма-Аты
Памятники истории и культуры местного значения города Алма-Аты — отдельные постройки, здания и сооружения с исторически сложившимися территориями указанных построек, зданий и сооружений, мемориальные дома, кварталы, некрополи, мавзолеи и отдельные захоронения, произведения монументального искусства, каменные изваяния, наскальные изображения, памятники археологии, включенные в Государственный список памятников истории и культуры местного значения города Алма-Ата и являющиеся потенциальными объектами реставрации, представляющие историческую, научную, архитектурную, художественную и мемориальную ценность и имеющие особое значение для истории и культуры всей страны. Списки памятников истории и культуры местного значения утверждаются исполнительным органом региона по представлению уполномоченного органа по охране и использованию историко-культурного наследия.

## История

### Список памятников 1979 года
4 апреля 1979 года Исполнительный комитет Алма-Атинского городского Совета народных депутатов принял решение № 139 «Об утверждении списка памятников истории и культуры города Алма-Аты». Список включал в себя 77 наименований. Этим решением предусматривалось оформить охранное обязательство и разработать проекты реставрации памятников.
В советский период список памятников истории и культуры города Алма-Аты неоднократно дополнялся и изменялся. Так, изменения в список вносились в 1981, 1984, 1985, 1986, 1987 и 1988 годах.
После обретения независимости список также редактировался. Отдельные изменения были внесены в 1992, 1995, 1998, 1999, 2000 и 2001 годах. Самые большие изменения списка были сделаны в 2006 году, когда из списка памятников был исключён целый ряд объектов советской эпохи.

### Список памятников 2010 года
В 2009 году проводилась ревизия списка Памятников истории и культуры местного значения города Алма-Аты, на основании которой было утверждено Постановление «Об утверждении Списка предварительного учета объектов историко-культурного наследия города Алматы».
10 ноября 2010 года был утверждён новый Государственный список памятников истории и культуры местного значения города Алматы, одновременно с которым все предыдущие решения по этому поводу были признаны утратившими силу. Границы охранных зон были утверждены в 2014 году.
В конце 2014 в закон «Об охране и использовании историко-культурного наследия» внесены поправки, в соответствии с которыми полномочия лишать объекты местного значения статуса памятников истории и культуры перешли к управлениям культуры при акиматах.
Первые изменения нового списка памятников произошло в 2015 году.

## Список памятников

### Археологии
| № в списке | Название                                            | Изображение | Даты                                | Место нахождения                                                                               | Год внесения в список |
| ---------- | --------------------------------------------------- | ----------- | ----------------------------------- | ---------------------------------------------------------------------------------------------- | --------------------- |
| 1          | Курганный некрополь (могильник) Боролдай (Бурундай) |             | ран. жел. век (VI—III вв. до н. э.) | Алатауский р-н, южнее п. Боралдай, левый берег р. Улькен Алматы                                | [уточнить]            |
| 2          | Курган                                              |             | ран. жел. век                       | Алатауский р-н, 3 км к С. от ТЭЦ-2, на территории кладбища «Западное»                          | [уточнить]            |
| 3          | Курган                                              |             | ран. жел. век                       | Жетысуский р-н, ул. Рыскулова, 51 а, угол ул. Лобачевского, на территории ОАО «Алматы Горсвет» | [уточнить]            |
| 4          | Курган (остатки)                                    |             | ран. жел. век                       | Алмалинский р-н. ул. Рахманинова, 83, уг. ул. Карасай батыра                                   | [уточнить]            |
| 5          | Курган (остатки)                                    |             | ран. жел. век                       | Алмалинский р-н, ул. Карасай батыра, 230, уг. Аносова                                          | [уточнить]            |
| 6          | Курган                                              |             | ран. жел. век                       | Бостандыкский р-н, главный Ботанический сад АН РК, на центральной аллее                        | [уточнить]            |
| 7          | Курганный могильник (9)                             |             | ран. жел. век                       | Алатауский р-н, 1,2 км к В.-С.-В. от ТЭЦ-2, справа у дороги на кладбище «Западное»             | [уточнить]            |
| 8          | Поселение Бутакты-2                                 |             | ран. жел. век                       | Медеуский р-н, 7,6 км к В. от въезда в ущелье Бутакты, 1 км к З. от спорткомплекса             | [уточнить]            |
| 9          | Стоянка Кимасар                                     |             | ран. жел. век                       | Медеуский р-н, 4,5 км к Ю.-В. от въезда в ущелье Кимасар из урочища Медеу                      | [уточнить]            |

### Архитектуры и градостроительства
| № в списке | Название | Изображение | Годы постройки и автор | Место нахождения | Год внесения в список                                                           |            |
| ---------- | --- | ----------- | --- | --- | ------------------------------------------------------------------------------- | ---------- |
| 17         | Могила батыра Райымбека Хангельдыулы |             | XVIII век, мавзолей 1981, архитекторы: Ш. Отепбаев, Б. Ибраев, С. Агитаев, Е. Матвеев                                                                             | пр. Райымбека, напротив входа на Центральное кладбище | [уточнить]                                                                      |            |
| 18         | Бывшая Военная крепость (бывшая Верненская крепость, ныне – помещения представительства РМК «Колдау» МО РК)                                                                                                  |             | 1854 | ул. Черкасской обороны, 69 а, левый берег р. Малой Алматинки | [уточнить]                                                                      |            |
| 19         | Бывшее здание Верненской обсерватории, дом и башня Бредихинского астрографа академика Г.А.Тихова |             | 1915, архитектор И. Пономарев | ул. Сейфуллина, 597 | 29.05.1981                                                                      |            |
| 20         | Бывший Верненский телеграф, дом жилой купца Радченко (ныне – детский сад) |             | начало XX века | ул. Тулебаева, 25 | [уточнить]                                                                      |            |
| 21         | Бывший Верненский детский приют (здание Алматинского городского медицинского училища, ныне – Музей Алматы)                                                                                                   |             | 1892, архитектор П.В. Гурдэ | ул. Кабанбай батыра, 132 | 04.04.1979                                                                      |            |
| 22         | Бывший Дом общественных собраний (Здание Казахконцерта, ныне - Республиканский театр кукол) |             | 1910 | ул. Пушкина, 63 | [уточнить]                                                                      |            |
| 23         | Бывшее здание женской гимназии (ныне – корпус Алматинского Государственного университета им. Абая) |             | 1904, архитектор А.П.Зенков | ул. Валиханова, 64, угол ул. Толе би, 31 | [уточнить]                                                                      |            |
| 24         | Церковь Казанской Богоматери |             | 1871, архитектор П.М.Зенков | ул. Халиуллина, 45а, уг. ул. Татибекова | 24.01.1984                                                                      |            |
| 25         | Свято-Никольский собор (ныне – Свято -Никольский Кафедральный собор) |             | 1908, архитектор Н.И. Лаванов, строительство осуществлял С. Тропаревский                                                                                          | ул. Кабанбай батыра, угол ул. Байтурсынова | 28.11.1995                                                                      |            |
| 26         | Дом ученого-лесовода Э.О. Баума |             | 1900, архитектор П.М. Зенков | ул. Амангельды, 68а | 04.04.1979                                                                      |            |
| 27         | Дом ученого, видного государственного деятеля, профессора С.Д.Асфендиярова (ныне – Посольство Турции в РК)                                                                                                   |             | 1902 | ул. Толе би, 29, угол ул. Пушкина | 04.04.1979                                                                      |            |
| 28         | Бывший дом врача Л.Н.Фидлера (Здание Отдела дезинфекции Министерства здравоохранения, ныне – Евразийский банк)                                                                                               |             | 1900 | ул. Калдаякова, 52, угол ул. Казыбек би, 18 | [уточнить]                                                                      |            |
| 29         | Жилой дом. В 30-ее гг. XX века жил выдающийся государственный деятель, ученый А.Байтурсынов (ныне - дом-музей А. Байтурсынова)                                                                               |             | конец XIX века | ул. Байтурсынова, 60 | 18.09.1992                                                                      |            |
| 30         | Жилой дом, (бывший дом садовода Татаринова, санитарно-эпидемиологическая станция, ныне – Музей спортивной славы)                                                                                             |             | начало XX века, архитектор П.Гурдэ | пр. Сейфуллина, 551 (ул. Богенбай батыра, 154) | 24.04.1985                                                                      |            |
| 31         | Жилой дом (бывшее здание филиала № 1 обувной фабрики «Джетысу», бывший дом купца И.Габдулвалиева, ныне – ТОО «ГЦИ»)                                                                                          |             | 1915 | ул. Тулебаева, 38 | [уточнить]                                                                      |            |
| 32         | Жилой дом (бывший дом купца Филиппова, бывшее здание областного отдела по делам национальностей, ныне – НИПФ РГП «Казреставрация»)                                                                           |             | 1901 | ул. Макатаева, 20 | [уточнить]                                                                      |            |
| 33         | Жилой дом (бывший дом аксакала города Верного С.А.Сейдалина, обл. Мусульманское бюро РКП, б. здание Республиканского музея народных музыкальных инструментов, ныне - здание Международного Фонда Д.А.Кунаева |             | конец XIX века | ул. Панфилова, 99 | [уточнить]                                                                      |            |
| 34         | Домостроение (один из жилых домов братьев Бреусовых, ныне – ТОО «Казэкология») |             | конец XIX века | ул. Айтеке би, 27 | 19.10.1988                                                                      |            |
| 35         | Здание Дома связи (Главпочтамта) |             | 1934, архитекторы: М. Гинзбург, Ф. Милинис | ул. Богенбай батыра, 134 | [уточнить]                                                                      |            |
| 36         | Здание Государственного Академического театра драмы им. М.Ауэзова |             | 1980, архитекторы: О. Баймурзаев, А. Кайнарбаев, М. Жаксылыков. Инженеры: А. Брохович, М. Плахотников. Художники: Я. Нимец, Г. Завизионный                        | пр. Абая, 103 | [уточнить]                                                                      |            |
| 37         | Бывшее здание Республиканского комитета народного контроля (ныне – «Народный банк РК») |             | 1938, архитектор М. Шугал | пр. Абылай хана, 77 | [уточнить]                                                                      |            |
| 38         | Бывшее здание Министерства сельского хозяйства (ныне – штаб-квартира НДП «Нур-Отан») |             | 1938, архитектор Г. Кушнаренко | пр. Абылай хана, 79 | [уточнить]                                                                      |            |
| 39         | Бывшее здание Министерства финансов (ныне - Алматинское городское управление финансов) |             | 1938, архитектор М. Шугал, В.Бирюков | пр. Абылай хана, 97 | [уточнить]                                                                      |            |
| 40         | Бывшее здание Казахской Государственной филармоний им. Жамбыла (Дом Политпросвета, ныне – Казахконцерт) |             | 1959, архитекторы: А. Леппик, Г.М. Симонов, конструктор Ю. Скринский                                                                                              | пр. Абылай хана, 83 | 26.01.1984                                                                      |            |
| 41         | Здание Союза писателей Казахстана |             | 1955, архитекторы: А. Леппик, А. Иванов | пр. Абылай хана, 105 | [уточнить]                                                                      |            |
| 42         | Здание Казахского Государственного женского педагогического института |             | 1954, архитекторы: В. Бирюков, В. Бранд | ул. Гоголя, 114 | [уточнить]                                                                      |            |
| 43         | Административное здание Казпотребсоюза (ныне-административное здание под офисы) |             | 1955, архитекторы: Б. Н. Стесин, Г. Бобович, М. Беккер, конструктор В. Лухтанов                                                                                   | ул. Толе би, 57 | [уточнить]                                                                      |            |
| 44         | Здание Казахского Государственного института иностранных языков (ныне - факультет английского языка Казахского Университета международных отношений и мировых языков)                                        |             | 1940, архитекторы: Г. Вознюк, Ю.М. Кудрявцев | ул. Толе би, 84 | [уточнить]                                                                      |            |
| 45         | Здание Алматинского Государственного медицинского института (ныне - Казахский Государственный медицинский университет им. С.Д.Асфендиярова)                                                                  |             | 1939, архитекторы: А. Гегелло, Д. Кричевский, В. Райляна | ул. Толе би, 94 | [уточнить]                                                                      |            |
| 46         | Бывшее здание Городской клинической больницы (ныне - Городской кардиологический центр) |             | 1938, архитекторы: Н.С. Длугач, А. Каплук | ул. Толе би, 93 | [уточнить]                                                                      |            |
| 47         | Бывший Дворец культуры Алматинского хлопчатобумажного комбината (ныне - Государственный Aкадемический русский театр для детей и юношества им. Н.Сац)                                                         |             | 1981, архитекторы: А. Петрова, З. Мустафина, Г. Жакипова; инженеры Г. Стулов, Г. Никитин; художники Ю. Функоринео, В. Твердохлебов                                | пр. Алтынсарина, угол ул. Шаляпина, мкр. 12, д. 22 | 03.09.1986                                                                      |            |
| 48         | Здание железнодорожного вокзала станции Алматы 2 |             | 1936, архитекторы: А. Галкин, М. Кудрявцев, художник И.Б. Вахек                                                                                                   | Абылай хана, 1 | 26.01.1984                                                                      |            |
| 49         | Здание Казахского Сельскохозяйственного института (ныне – Казахский национальный аграрный университет) |             | 1934, архитекторы Н.Петров, В.Бирюков | пр. Абая, 8 | [уточнить]                                                                      |            |
| 50         | Комплекс лечебно-оздоровительных бань «Арасан» (Ныне – центральный оздоровительный центр «Арасан») |             | 1983, архитекторы: В. Т. Хван, М.К. Оспанов, конструкторы: В. Чечелев, К. Тулебаев                                                                                | ул. Кунаева, 75 | 26.01.1984                                                                      |            |
| 51         | Бывшее здание Республиканского дворца пионеров (ныне - Алматинский дворец школьников) |             | 1983, архитекторы: В.Н. Ким, А.П. Зуев, Т.С. Абильдаев, конструкторы: Ю. Локтев, Е. Средникова, Н. Верная                                                         | пр. Достык, 114 | 26.01.1984                                                                      |            |
| 52         | Селезащитная плотина в урочище Медеу |             | 1964-1980, инженеры-конструкторы: Г. И. Шаповалов, Ю. Н. Зиневич                                                                                                  | Медеуский район, урочище Медеу | 26.01.1986                                                                      |            |
| 53         | Дом офицеров |             | 1978, архитекторы: Ю. Г. Ратушный, О. Н. Балыкбаев, Т. Е. Ералиев, конструктор И. Разин                                                                           | ул. Зенкова, 24 | 28.10.1991                                                                      |            |
| 54         | Бывший Музей-квартира писателя С. Муканова (ныне - Государственный литературно-мемориальный музейный комплекс С. Муканова и Г. Мусрепова)                                                                    |             | 1975 | ул. Тулебаева, 125, кв. 129 | [уточнить]                                                                      |            |
| 55         | Здание Дворца бракосочетания |             | 1971, архитекторы: Малгабар Мендикулов, Александр Леппик; конструктор Нургазы Оразымбетов; художники: Молдахмет Кенбаев и Николай Цивчинский.                     | пр. Абая, 101а | 04.04.1979                                                                      |            |
| 56         | Центральный стадион |             | 1957, архитекторы: А. Леппик, А. Капанов, А. Косов | пр. Абая, 48 | 19.02.1987                                                                      |            |
| 57         | Здание Казахского Государственного цирка |             | 1972, архитекторы: В. Кацев, И. Слонов; конструкторы: И. Матвеев, М. Плахотников; художники: Г. Завизионный, И. Нимец                                             | пр. Абая, 50 | [уточнить]                                                                      |            |
| 59         | Здание кинотеатра «Арман» (ныне – киноцентр «Арман») |             | 1968, архитекторы: А. Коржемпо, И. Слонов; конструктор В. Гарвардт; художники В. Константинов, Г. Завизионный                                                     | пр. Достык, 104 | 04.04.1979                                                                      |            |
| 60         | Здание Русского академического театра драмы им. Лермонтова |             | 1969, архитекторы: Г. Горлышкова, В. Давыденко, конструктор М. Глебова                                                                                            | пр. Абая, 43 | [уточнить]                                                                      |            |
| 61         | Бывшее здание Дома культуры (киностудия «Казахфильм», ныне - Государственная филармония им. Жамбыла) |             | 1936, архитекторы: Д. Фомичев, Е. Цейтц, конструктор В. Райлян | ул. Калдаякова, 35 | [уточнить]                                                                      |            |
| 62         | Бывшее здание Казахского академического театра драмы им. М. Ауэзова (ныне - Казахский государственный академический театр для детей и юношества имени Г. Мусрепова)                                          |             | 1962, архитекторы: А. Леппик, В. Кацев, Н. Рипинский, Б. Тютин; художники Е. Сидоркин, О. Богомолов                                                               | пр. Абылай хана, 38 | 04.03.1987                                                                      |            |
| 63         | Здание Высотной гостиницы «Казахстан» |             | | 1977, архитекторы: Ю. Ратушный, Л. Ухоботов, А. Анчугов, А. Каштанова; конструкторы: Н. Матвиец, А. Деев, Т. Жунусов, А. Татыгулов                                        | пр. Достык, 52                                                                  | 04.04.1979 |
| 64         | Здание гостиницы «Отрар» |             | 1981, архитекторы: С.В.Коханович, М.Р.Кабылбаев; инженер Б.Цигельман; художник Я.Я.Нимец                                                                          | ул. Гоголя, 65 | [уточнить]                                                                      |            |
| 65         | Туристическая гостиница «Алатау» (ныне - гостиница «Алатау») |             | 1977, архитекторы: И. Кушнарев, С. Темиргалиев, А. Петров | пр. Достык, 105 | [уточнить]                                                                      |            |
| 66         | Здание гостиницы «Алма-Ата» (ныне - гостиница «Алматы») |             | 1967, архитекторы: Н. Рипинский, конструктор С. Каламкаров, художники: М. Кенбаев, Н. Цивчинский                                                                  | ул. Кабанбай батыра, 85 | 18.04.1992                                                                      |            |
| 68         | Бывшее здание гостиницы «Иссык» (ныне - офис фирмы «Цептер») |             | 1939, архитекторы: В. Крошин | ул. Богенбай батыра, 140 | 04.04.1979                                                                      |            |
| 69         | Гостиница «Достык» |             | 1983, архитекторы: Ю. Ратушный, Т. Ералиев, Д. Досмагамбетов, В. Захаров                                                                                          | ул. Курмангазы, 36 | [уточнить]                                                                      |            |
| 70         | Жилой дом «Дом ученых» |             | 1951, архитекторы: А. Б. Бобович | ул. Жибек жолы, 60 | 26.01.1984                                                                      |            |
| 71         | Центральная мечеть |             | 1999, архитекторы: С. Баймагамбетов, Ж. Шарапиев, К. Жарылгапов; конструкторы В. Гребенев, К. Толебаев                                                            | ул. Пушкина, 16 | 16.01.2001                                                                      |            |
| 72         | Здание Казахского общества дружбы и культурных связей с зарубежными странами «Дом дружбы» (ныне - Ассамблея народов Казахстана)                                                                              |             | 1972, архитекторы: Л. А. Тимченко, Р. А. Сейдалин; конструкторы: А. Фурдуй, Х.А. Якупбаев                                                                         | ул. Курмангазы, 40 | 04.04.1979                                                                      |            |
| 73         | Аэропорт (Аэропорт международных линий) |             | 1947, архитекторы: Г. Елкин, Б. Заварзин | ул. Майлина, 1а | [уточнить]                                                                      |            |
| 74         | Бывшее здание Министерства хлебопродуктов (ныне - Республиканский музей книги) |             | 1935, архитекторы: В. Твердохлебов, скульптор Б. Вахек | ул. Кабанбай батыра, 94 | [уточнить]                                                                      |            |
| 75         | Здание Алматинской национальной консерватории им. Курмангазы |             | 1938, архитекторы: А. Стременков | пр. Абылай хана, 90 | [уточнить]                                                                      |            |
| 76         | Бывшее здание Казгеологии (ныне - административное здание Национальной Нефтяной компании Китая и Торгово-промышленного банка Китая)                                                                          |             | 1938, архитекторы: Г. Кушнаренко | пр. Назарбаева, 110 | [уточнить]                                                                      |            |
| 77         | Здание Хирургической клиники Зооветеринарного института (Ныне – корпус Национального аграрного университета)                                                                                                 |             | 1954, архитекторы: В. Бирюков; конструктор В. Лухтанов | пр. Абая, 26 | [уточнить]                                                                      |            |
| 78         | Здание Управления Министерства внутренних дел (ныне - Административное здание Управления МВД) |             | 1954, архитекторы: М. Кудрявцев | ул. Кабанбай батыра, 95 | [уточнить]                                                                      |            |
| 79         | Телевизионная башня |             | 1983, архитекторы: Н. Терзиев, А. Савченко; конструкторы: Н. Акимов, Б. Остроумов                                                                                 | ул. Омаровой, 35 | [уточнить]                                                                      |            |
| 81         | Центральный Государственный музей Республики Казахстан |             | 1985, архитекторы: Ю. Ратушный, З. Мустафина, П. Рзгалиев | мкр. «Самал», 1 д. 44 | 26.01.1986                                                                      |            |
| 82         | Комплекс санатория «Алатау» |             | 1980-е, архитекторы: Ю. Ратушный, О. Балыкбаев, Т. Ералиев | пос. Верхняя Каменка | [уточнить]                                                                      |            |
| 84         | Монумент Независимости |             | 1998, архитекторы: Ш. В. Валиханов; скульп. А. Жумабай, Н. Далбай, А. Боярлин, М. Мансуров, К. Суранчиев, К. Сатыбалдин; архитекторы: К. Жарылгапов, К. Монтахаев | площадь Республики | [уточнить]                                                                      |            |
| 85         | Памятник воинам, погибшим в Великой Отечественной войне |             | 1970, архитекторы: С. Фазылов, скульптор А. Абдалиев | Центральное кладбище | [уточнить]                                                                      |            |
| 86         | Памятник Героям Советского Союза А. Молдагуловой и М. Маметовой |             | 1997, скульпторы: К. Сатыбалдин, В. Сидоров | ул. Толе би, в сквере напротив площади «Астана» | [уточнить]                                                                      |            |
| 87         | Памятник Абылай-хану |             | 2000, скульптор К. Сатыбалдин, архитекторы: Т. Ералиев, З.С. Баймагамбетов, В. И. Сидоров, констр. М.Е. Еркинов, литейные работы – А.В. Волков                    | привокзальная площадь станции Алматы 2 | 27.09.2006                                                                      |            |
| 88         | Памятник акыну Ж. Жабаеву |             | 1996, скульптор Б. Абишев, архитекторы: Т. Ералиев, С. Баймагамбетов, С. Фазылов                                                                                  | пр. Достык, перед кинотеатром «Искра» | [уточнить]                                                                      |            |
| 89         | Памятник геологу, первому президенту Академии наук Казахстана К. Сатпаеву |             | 1999, скульптор Т. С. Досмагамбетов, архитектор А. Кайнарбаев | ул. Сатпаева, угол ул. Байтурсынова | [уточнить]                                                                      |            |
| 90         | Памятник великому русскому поэту А.С. Пушкину |             | 1999, скульптор А. Бичугов, архитекторы А. Анчугов, Т. Ералиев | в сквере с восточной стороны здания Академии наук РК по ул. Пушкина | 27.09.2006                                                                      |            |
| 91         | Памятник украинскому поэту и художнику Т. Шевченко |             | 2000, скульптор В.Н. Рожик | пр. Достык, угол ул. Шевченко | 27.09.2006                                                                      |            |
| 92         | Памятник М. Ганди (подарок Посольства Индии Казахстану, по проекту индийских скульпторов) |             | 2003, скульптор Гаутам Пал (Индия, Мумбаи) | в сквере по ул. Жарокова, между ул. Жамбыла и Шевченко | [уточнить]                                                                      |            |
| 93         | Памятник-бюст писателю С. Муканову |             | 2000, скульптор Н.Ф. Соболев; архитектор Т.Ж. Жанызбеков | ул. С. Муканова, угол ул. Толе би | [уточнить]                                                                      |            |
| 94         | Памятник Т. Бокину |             | 1980, скульптор Б. Абишев, архитектор Ш. Валиханов | ул. Кунаева, угол ул. Айтеке би | [уточнить]                                                                      |            |
| 95         | Памятник Г. Муратбаеву |             | 1985, скульптор Т. Досмагамбетов. Архитекторы: Ш. Валиханов, А.С. Кайнарбаев                                                                                      | пр. Достык, угол ул. Сатпаева | 03.09.1986                                                                      |            |
| 96         | Памятник-бюст Д. Фурманову |             | 1967, скульптор Н.С. Журавлёв; архитектор Х.Я. Якупбаев | ул. Курмангазы, угол пр. Назарбаева | [уточнить]                                                                      |            |
| 97         | Памятник У. Жандосову |             | 1969, скульптор Н. Журавлёв; архитектор Т. Сулейменов | ул. Жандосова, уг. пр. Гагарина | [уточнить]                                                                      |            |
| 98         | Памятник И. Панфилову |             | 1968, скульптор Б.А. Тулеков; архитектор Т.К. Басенов | ул. Достык, уг. ул. Казыбек би | [уточнить]                                                                      |            |
| 99         | Памятник-бюст М.О. Ауэзову |             | 1967, скульптор Т. Досмагамбетов, архитектор М. Мендикулов | сквер Государственного академического театра оперы и балета им. Абая | [уточнить]                                                                      |            |
| 100        | Памятник-бюст Жамбылу Жабаеву |             | 1971, скульптор Х.И. Наурызбаев; архитектор М. Мендикулов | сквер Государственного академического театра оперы и балета им. Абая | [уточнить]                                                                      |            |
| 101        | Памятник композитору Мукану Тулебаеву |             | 2002, скульптор Е. Рахмадиев, архитектор К. Жарылгапов | пр. Абая, угол ул. Тулебаева | [уточнить]                                                                      |            |
| 102        | Памятник поэту Мукагали Макатаеву |             | 2002, скульптор Н. Далбаев, архитекторы Р. Сатыбалдиев, К. Манаев                                                                                                 | ул. Желтоксан, угол ул. Макатаева | [уточнить]                                                                      |            |
| 103        | Памятник писателю Г. Мусрепову |             | 2002, скульптор К. Сатыбалдин, архитектор В. Кацев | пр. Абылай хана, 38, перед зданием театра юных зрителей им. Г. Мусрепова                                                                                                  | [уточнить]                                                                      |            |
| 104        | Памятник народному художнику Казахстана А. Кастееву |             | 2004, скульптор Н. Далбаев, архитектор Р. Сатыбалдиев | ул. Сатпаева, уг. бульвара Мусрепова, перед музеем искусств им. А. Кастеева                                                                                               | [уточнить]                                                                      |            |
| 105        | Памятник-бюст писателю С. Шарипову |             | 1980, скульптор П. Шорохов, архитектор Э. Цой | пр. Сейфуллина, угол ул. Карасай батыра | [уточнить]                                                                      |            |
| 106        | Памятник «Воинам-казахстанцам, погибшим в боевых действиях на территории Афганистана и других горячих точек мира»                                                                                            |             | 2003, скульптор К. Сатыбалдин, архитекторы Т. Ералиев и В. Сидоров                                                                                                | парк им. 28 гвардейцев-панфиловцев | [уточнить]                                                                      |            |
| 107        | Надгробный памятник певице К. Байсеитовой (1912-1957) |             | 1960, скульптор А. Антропов | Центральное кладбище | [уточнить]                                                                      |            |
| 108        | Надгробный памятник композитору М. Тулебаеву (1913-1960) |             | | 1962, скульптор А. Антропов | Центральное кладбище                                                            | [уточнить] |
| 109        | Надгробный памятник писателю, классику казахской советской литературы М.О. Ауэзову (1897-1961) |             | | 1964, скульптор Е. Вучетич | Центральное кладбище                                                            | [уточнить] |
| 110        | Надгробный памятник геологу, первому президенту Академии наук Казахстана К. Сатпаеву (1899-1964) |             | | 1968, скульптор А.Антропов, архитектор Н.Простаков | Центральное кладбище                                                            | [уточнить] |
| 111        | Надгробный памятник политическому деятелю Ж. Шаяхметову (1902-1966) |             | | 1970, скульптор В. Рахманов, архитектор М. Мендикулов | Центральное кладбище                                                            | [уточнить] |
| 112        | Надгробный памятник актёру К. Куанышбаеву (1893-1968) |             | | 1972, скульптор О. Прокопьева | Центральное кладбище                                                            | [уточнить] |
| 113        | Надгробный памятник актёру, режиссёру Ш. Айманову (1914 -1970) |             | | 1974, скульптор В. Федоров | Центральное кладбище                                                            | [уточнить] |
| 114        | Надгробный памятник композитору А. Жубанову (1906-1968) |             | | 1980, скульптор Е. Вучетич, архитектор В. А. Демин | Центральное кладбище                                                            | [уточнить] |
| 115        | Надгробный памятник акыну И. Байзакову (1900-1946) |             | 1980, скульптор П. Шорохова, архитектор Ш. Отепбаев | Центральное кладбище | [уточнить]                                                                      |            |
| 116        | Надгробный памятник Народному художнику Казахстана А. Кастееву (1904-1973) |             | 1980, скульптор Б.А. Тулеков, М.О. Айнеков | кладбище «Кенсай» | [уточнить]                                                                      |            |
| 117        | Памятник надгробный писателю С. Муканову (1900-1973) |             | 1980, скульптор Х. Наурызбаев | кладбище «Кенсай» | [уточнить]                                                                      |            |
| 118        | Мемориальный комплекс «Аллея бюстов» |             | | 1987, скульпторы Т. Досмагамбетов, А. Исаев, Х. Наурызбаев, В. Рахманов, Ю. Гуммель; архитекторы: А. Капанов, К. Монтахаев, Ш. Валиханов, В. Ким, Ш. Отепбаев, С. Фазылов | сквер севернее Дома Правительства (Казахско-Британский технический университет) | 08.04.1992 |

## Временные памятники
| Название                  | Изображение | Даты | Место нахождения | Год внесения в список |
| ------------------------- | ----------- | ---- | ---------------- | --------------------- |
| Здание автовокзала Сайран |             | 1983 | ул. Толе би, 294 | 13.06.2018            |
| Алматинский ипподром      |             | 1965 | ул. Омарова, 10А | 13.06.2018            |

## Исключённые памятники

### Археологии
| Название                                                 | Даты          | Место нахождения                                                                       | Год внесения в список | Год исключения из списка |
| -------------------------------------------------------- | ------------- | -------------------------------------------------------------------------------------- | --------------------- | ------------------------ |
| Курганный могильник «Кок-кайнар» - 3                     | ран. жел. век | Алатауский р-н, 400 м к С.-З. от мкр-на Кок-Кайнар                                     | [уточнить]            | 24.02.2015               |
| Курган (аварийный)                                       | ран. жел. век | Алатауский район, северная окраина мкр-на «Курылысши», ул. Баянкольская                | [уточнить]            | 24.02.2015               |
| Курганный могильник (3)                                  | ран. жел. век | В нижней части Ремизовки, в 500 м. юго-западнее кладбища в районе радиоантенн          | [уточнить]            | 24.02.2015               |
| Курган (аварийный)                                       | ран. жел. век | 0,7 км. на юго-запад от мкр. Кок-кайнар                                                | [уточнить]            | 24.02.2015               |
| Поселение Бутакты-1 (Археологический комплекс Бутакты-1) | ран. жел. век | 9-й км дороги на Медеу, 300м восточнее остановки «Мост» по дороге в Бутаковское ущелье | [уточнить]            | 24.02.2015               |
| Курган                                                   | ран. жел. век | Бостандыкский р-н, ул. 20 линия, д. 4,4 а                                              | [уточнить]            | 08.07.2015               |

### Архитектуры и градостроительства
| Название                                                            | Изображение | Даты | Место нахождения         | Год внесения в список | Год исключения из списка |
| ------------------------------------------------------------------- | ----------- | --- | ------------------------ | --------------------- | ------------------------ |
| Здание аэропорта                                                    |             | 1973, архитекторы В.П. Ищенко, О.Н. Наумова, Ю.Г. Литвиненко, Ю.И. Шарапов; инженеры К. Нурмакова, З. Суханова                                               | ул. Майлина, 2           | 04.04.1979            | 10.11.2010               |
| Дом генерал-губернатора                                             |             | 1894, архитектор В.Брусенцов | ул. Казыбек би, 22       | 04.04.1979            | 10.11.2010               |
| Здание вокзала Алматы 1                                             |             | 1976, архитекторы: С. А. Мхиторян, З. М. Солдатова; инженер С. А. Филиппов                                                                                   | ул. Станционная, 1       | 26.01.1984            | 10.11.2010               |
| Здание музыкальной школы им. А. Кашаубаева                          |             | 1895, П. Гурдэ | ул. Гоголя, 45           | 25.03.1985            | 10.11.2010               |
| Здание Государственного уйгурского театра музыкальной комедии       |             | 1935, И. Буровцев | ул. Наурызбай батыра, 83 | 04.03.1987            | 10.11.2010               |
| Храм «Всех скорбящих Радосте»                                       |             | 1915, А. П. Пугаченков | ул. Туркебаева, 145а     | 13.07.1998            | 10.11.2010               |
| Здание городского аэровокзала                                       |             | 1976, архитекторы: А. Котов, И. Шевелева, А. Леппик | пр. Жибек жолы, 111      | 04.04.1979            | 24.02.2015               |
| Бывшая гостиница «Жетысу» (ныне - Туристическая фирма «Жибек жолы») |             | 1957, архитекторы: Е. Дятлов, Ким До Сен, В. Ищенко; конструкторы: Ю. Скринской, А. Тамбулиди                                                                | пр. Абылай хана, 55      | 08.04.1992            | 05.05.2015               |
| Бывшая Площадь им. Л. Брежнева (ныне – Ансамбль площади Республики) |             | 1980-е, архитекторы: Р. Сейдалин, К. Монтахаев, М. Павлов, Ш. Валиханов, А. Капанов, М. Сейдалин, В. Ким, Ю. Туманян, Ю. Нурмаков, К. Статенин, А. Койшибаев | площадь Республики       | [уточнить]            | 05.05.2015               |
| Республиканский Дом политпросвещения                                |             | 1982, архитекторы: Ю. Ратушный, Т. Ералиев, О. Балыкбаев | пр. Достык, 85           | [уточнить]            | 08.07.2015               |